# Maranta arundinacea
Maranta arundinacea és una espècie de planta perenne del gènere Maranta, originària de la conca del riu Orinoco, d'hàbitat de selves. Els seus rizomes donen un midó fàcil de digerir. Aquesta espècie no ha de confondre's amb les spp. de Sagittaria també amb arrels comestibles.
La planta s'ha naturalitzat a Florida, i és molt conreada en les Antilles (Jamaica i San Vicente i les Granadines), Austràlia, Sud-est asiàtic, i el sud i l'est d'Àfrica. A causa d'això, Napoleó va suposar que la raó real perquè els britànics estimessin la maranta, era per les seves colònies.

## Descripció
Té tiges aèries primes, ramificades, que poden assolir 1 m d'alçada i tiges subterrànies (rizomes) escamosess i horitzontals. Té fulles alternes a la base i al llarg de les tiges aèries, de 6 a 25 cm de longitud per 3 a 10 cm d'ample, amb pecíols embeinadors i làmina generalment aovada. Flors discretes, en parells, disposades en raïms a l'extrem dels tiges.

## Cultiu i preparació
Les arrels s'extreuen de plantes de prop de 25 anys. Així, arriben a tenir a prop del 23% de midó. Els rizomes es renten, després s'esbandeixen, es tornen a rentar i a assecar, i finalment es redueixen a polpa en morters o amb trituradores mecàniques. El líquid lletós obtingut de la mòlta es passa a través d'una tela gruixuda que actua com tamís, on queda un mucíl·lag de midó de baixa proteïna, ferro i fòsfor, que serà una pols insoluble. Aquesta pols s'obté per assecat al sol o en assecadors.
La maranta va ser molt adulterada en el passat amb midó de patata o altres substàncies similars. El producte genuí és una pols lleugera blanca, inodora quan és seca, però que emet una aroma peculiar en barrejar-la amb aigua bullint, i que cuita és un xarop molt consistent. Els productes adulterats la barregen amb farina de patata o altres midons de baix valor per contenir polisacàrids de grandària de grànuls grans. Molt de midó venut avui com Maranta és realment farina de mandioca, sense les propietats nutritives i de gelificació de la primera. La farina Kudzu també es descriu com Maranta.